# Części intymne
Części intymne – film biograficzny z 1997 roku w reżyserii Betty Thomas, nakręcony na podstawie książki pod tym samym tytułem, opisującej życie Howarda Sterna.

## Fabuła
Film przedstawia historię kariery prezentera radiowego Howarda Sterna - zaczynając od lat spędzonych w studenckim radiu. W fabułę zostały wplecione wątki biograficzne wraz z ukazaniem metod pracy Sterna, które opierały się na szokowaniu słuchaczy oraz rozmówców.

## Obsada
- Howard Stern jako on sam
- Robin Quivers jako ona sama
- Mary McCormack jako Alison Stern
- Fred Norris jako on sam
- Paul Giamatti jako Kenny „Świńskie rzygi” Rushton
- Gary Dell'Abate jako on sam
- Jackie Martling jako on sam
- Carol Alt jako Gloria
- Richard Portnow jako Ben Stern
- Kelly Bishop jako Rae Stern
- Michael Murphy jako Roger Elick
- Reni Santoni jako Vin Vallesecca
- Allison Janney jako Dee Dee
- David Letterman jako on sam
- Mia Farrow jako ona sama
- Camille Donatacci Grammer jako Camille
- Edie Falco jako przyjaciółka Alison